# Maria Thun
Maria Thun, nemška biodinamična kmetovalka, * 1922, Malburg, Nemčija, † 9. februar 2012, Biedenkopf. 
Na podlagi idej antropozofa Rudolfa Steinerja o biodinamičnem kmetovanju, astrologije in lastnih opažanj je od leta 1962 izdelovala letne setvene koledarje. V Sloveniji izhajajo različni setveni koledarji, pri katerih viri podatkov niso vedno označeni in za katere je tudi založnika praviloma težko izslediti. Priporočila različnih setvenih koledarjev za dnevna poljedelska opravila se razlikujejo oz. so za nekaj dni zamaknjena, ker temeljijo na različnih zvezdnih kartah.